# Îlots des Apôtres
Gli îlots des Apôtres (in italiano Isolotti degli Apostoli) sono un gruppo di isole dell'arcipelago delle Crozet.

## Storia
Gli Apôtres sono tristemente ricordati per il naufragio avvenuto nella notte tra il primo e il 2 luglio 1875 dello Strathmore, una nave che effettuava il suo viaggio inaugurale tra il Regno Unito e la Nuova Zelanda. L'imbarcazione entrò in collisione con una roccia in prossimità della Grande Île ed affondò rapidamente.
I superstiti (in parte membri dell'equipaggio e in parte passeggeri, per un totale di 38 delle 89 persone che erano a bordo) sopravvissero a stento durante 205 giorni di privazioni, freddo, promiscuità, fino al 21 gennaio 1876 quando furono soccorsi dalla Young Phoenix che aveva già salvato 30 naufraghi di una nave abbandonata. Lo storico neozelandese Ian Church ha narrato questa vicenda nel suo libro Survival on the Crozet Island pubblicato dalla Heritage Press (NZ).

## Geografia
Gli îlots des Apôtres fanno parte del gruppo occidentale dell'arcipelago delle Isole Crozet e sono situati a circa 10 km a nord-est dall'île aux Cochons, la più grande del gruppo.
Sono composti da un'isola principale, la Grande Île, una più piccola, la Petite Île, e numerosi scogli, come ad esempio Rocher Nord, Rocher Fendu, Rocher Percé, Donjon e l'Obélisque. Considerate nel complesso, hanno una superficie di circa 2 km².
Le isole sono molto scoscese. Nonostante le dimensioni piuttosto ridotte, la Grande Île raggiunge 289 m d'altitudine, Petite Île 246 m, e due degli scogli 110 m.

### Isole
Di seguito sono elencati i nomi degli isolotti e degli scogli facenti parte del gruppo, da Nord a Sud:
| #  | Nome                                                  | Superficie (ha) |
| -- | ----------------------------------------------------- | --------------- |
| 1  | Rocher Nord (Scoglio Nord)                            | 6,0             |
| 2  | L'Enclume (L'incudine)                                | 1,5             |
| 3  | Grande Île (Grande Isola)                             | 150,0           |
| 4  | Le Clown (Il pagliaccio)                              | 0,4             |
| 5  | La Sentinelle perdue (La sentinella smarrita)         | 0,2             |
| 6  | Les Jumeaux (I gemelli)                               | 0,5             |
| 7  | Rocher Fendu (Scoglio spaccato)                       | 3,0             |
| 8  | Petite Île (Piccola Isola)                            | 30,0            |
| 9  | Les Sentinelles du Diable (Le sentinelle del Diavolo) | 1,0             |
| 10 | La Grande Aiguille (Il grande ago)                    | 1,0             |
| 11 | La Petite Aiguille (Il piccolo ago)                   | 0,2             |
| 12 | Le Hangar (Il capannone)                              | 1,5             |
| 13 | Le Donjon (Il dongione)                               | 2,5             |
| 14 | (Isolotto senza nome)                                 | < 0,1           |
| 15 | Rocher Sud (Scoglio Sud)                              | 1,5             |
| 16 | Le Torpilleur (La torpediniera)                       | 0,1             |
| 17 | Le Caillou (Il sasso)                                 | 0,4             |
| 18 | L'Obélisque (L'obelisco)                              | 0,3             |
| 19 | Rocher Percé (Scoglio forato)                         | 1,0             |
|    | Totale                                                | 201,1           |

## Vulcanologia
Il gruppo di isole, isolotti e scogliere sono disposti secondo la linea NordEst-SudOvest, direzione verosimilmente indotta dall'alimentazione del magma. Attualmente, una minima parte della superficie del vulcano è visibile, mentre la sua dimensione originaria superava probabilmente persino quella dell'île aux Cochons. Sulla Grande Île si trovano grossi blocchi di pietra e impilamenti di colate di lava (probabilmente basaltica) separati da strati di scorie. Misurazioni geocronologiche forniscono datazioni da 2,6 a 5,5 milioni di anni fa, vale a dire nel Mio-Pliocene.